# John Moses

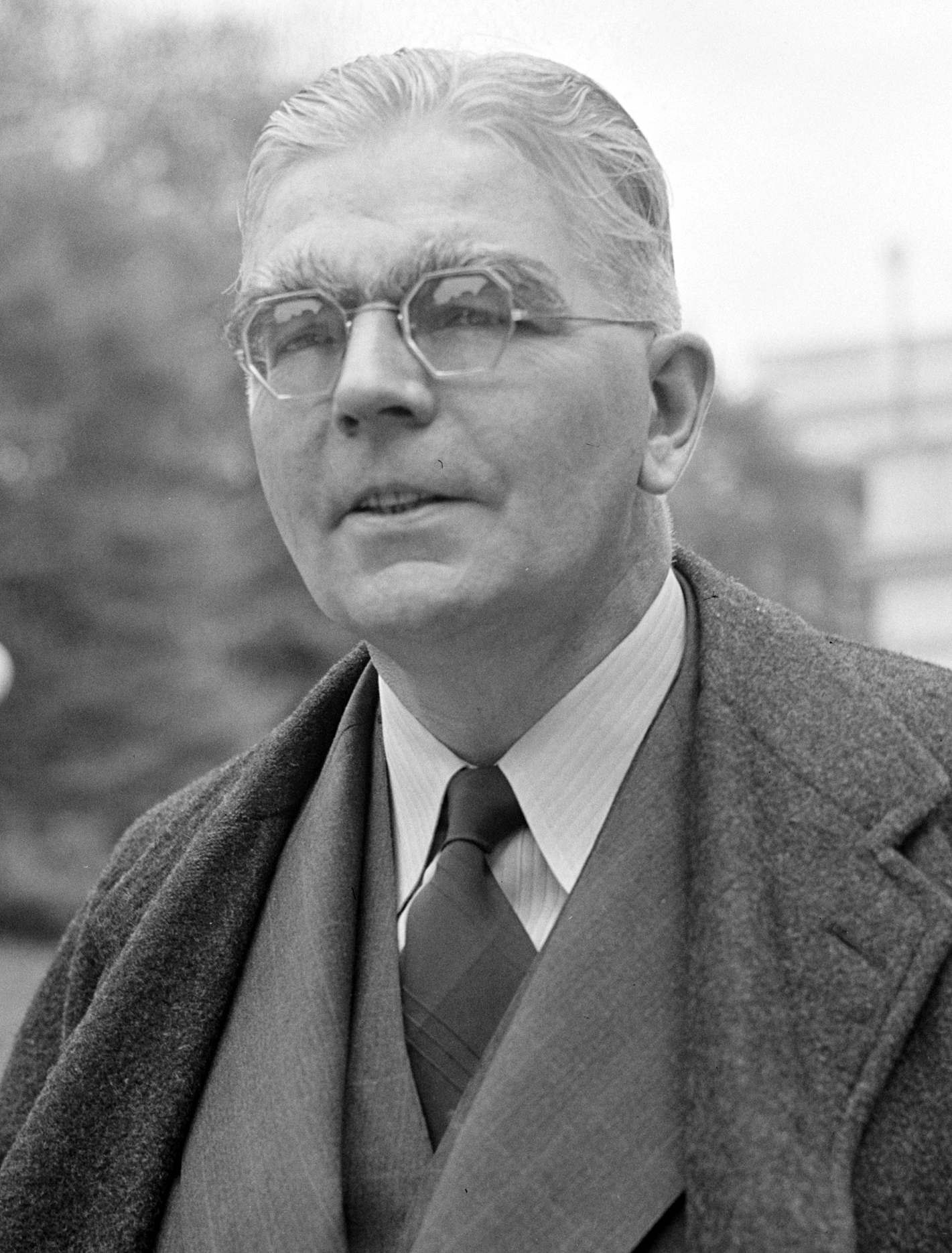
John Moses.

John Moses, född 12 juni 1885 i Strand, Rogaland, död 3 mars 1945 i Rochester, Minnesota, var en norsk-amerikansk politiker (demokrat). Han var den 22:a guvernören i delstaten North Dakota 1939-1945. Han var sedan ledamot av USA:s senat från 3 januari 1945 fram till sin död.
Moses flyttade 1905 till USA. Han bosatte sig först i Minnesota och flyttade senare vidare till North Dakota. Han avlade 1915 juristexamen vid University of North Dakota.
Moses efterträdde 1939 William Langer som guvernör i North Dakota. Han var en populär guvernör och kunde hålla kampanjtal på engelska, norska och tyska, beroende på åhörarnas etniska bakgrund. Moses utmanade sittande senatorn Gerald Nye i senatsvalet 1944 och vann valet. Han efterträddes i januari 1945 som guvernör av Fred G. Aandahl. Moses avled två månader efter att ha tillträtt sitt ämbete som senator. Hans grav finns på Saint Marys Cemetery i Bismarck.